# Araea
Araea is een geslacht van vlinders van de familie uilen (Noctuidae).

## Soorten
- A. attenuata Hampson, 1908
- A. indecora (Felder & Rogenhofer, 1874)